# Poecilobothrus nobilitatus
Poecilobothrus nobilitatus is een vliegensoort uit de familie van de slankpootvliegen (Dolichopodidae). De wetenschappelijke naam werd gepubliceerd in 1767 door Carl Linnaeus.